# カラ・イカチ・ブイルク
カラ・イカチ・ブイルク（モンゴル語: Qara yiqači buyiruq、? - 1251年）は、モンゴル帝国に仕えたウイグル人の一人。『元史』における漢字表記は哈剌亦哈赤北魯(hālà yìhāchì bĕilŭ)。

## 概要
13世紀初頭、カラ・イカチ・ブイルクは天山ウイグル王国に仕えていたが、東方でモンゴル帝国が勃興すると天山ウイグル王国は国を挙げてこれに帰順し、カラ・イカチ・ブイルクもチンギス・カンに仕えるようになった。カラ・イカチ・ブイルクはチンギス・カンの中央アジア遠征に従軍し、その子孫も代々モンゴル帝国に仕えるようになった。

## 子孫
カラ・イカチ・ブイルクの息子が月朶失野訥で、その息子が乞赤宋忽児であった。乞赤宋忽児には塔塔児、忽棧、火児思蛮、月児思蛮という4人の息子がおり、それぞれ第5代皇帝クビライに仕えた。

## ブイルク家
- カラ・イカチ・ブイルク（Qara yiqači buyiruq ＞哈剌亦哈赤北魯/hālà yìhāchì bĕilŭ）
  - ユトゥス・イナル（Yutus Inal ＞月朶失野訥/yuèduǒshī yěnè）
    - キチク・ソンクル（Kičig Songur ＞乞赤宋忽児/qǐchì sònghūér）
      - タタル（Tatar ＞塔塔児/tǎtǎér）
      - ウルスマン（Ürsman ＞月児思蛮/yuèérsīmán）
        - アルトミシュ・テムル（Altmiš temür ＞阿的迷失帖木児/ādemíshī tièmùér）
          - アリン・テムル（Arin temür ＞阿隣帖木児/ālín tièmùér）
            - サルバン（Sarban ＞沙剌班/shālàbān）
            - トゥクルク（Tuqluq ＞禿忽魯/tūhūlǔ）
            - チャナル（Čanar ＞咱納禄/zánnàlù）